# Energía solar en Canadá

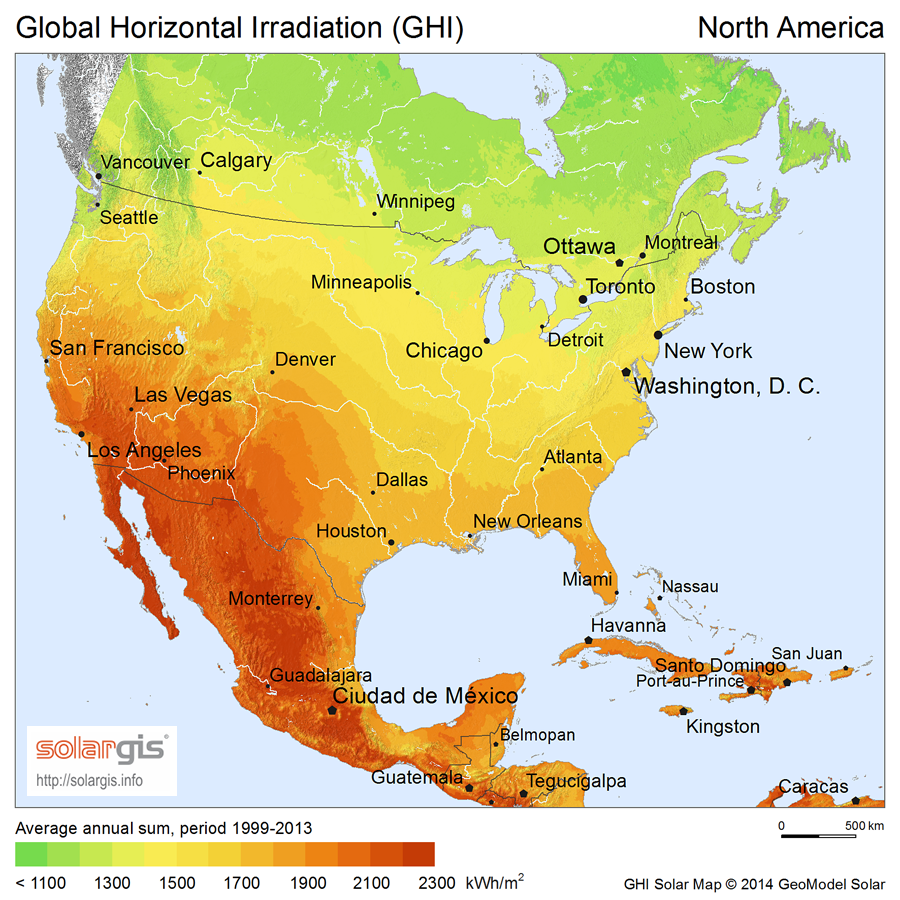
El potencial solar de Canadá

Históricamente, las principales aplicaciones de las tecnologías de energía solar en Canadá han sido las aplicaciones de sistemas solares activos no eléctricos para calefacción de espacios, calentamiento de agua y secado de cultivos y madera. En 2001, se utilizaron más de 12,000 sistemas de calentamiento solar de agua residenciales y 300 sistemas de agua caliente solares comerciales/industriales. Actualmente, estos sistemas comprenden una pequeña fracción del uso de energía de Canadá, pero algunos estudios gubernamentales sugieren que podrían cubrir hasta el cinco por ciento de las necesidades energéticas del país para el año 2025. 
Las células fotovoltaicas (PV) se utilizan cada vez más como unidades independientes, principalmente como generación de electricidad distribuida fuera de la red para alimentar hogares remotos, equipos de telecomunicaciones, estaciones de monitoreo de oleoductos y tuberías y dispositivos de navegación. El mercado fotovoltaico canadiense ha crecido rápidamente y las empresas canadienses fabrican módulos solares, controles, bombas de agua especializadas, refrigeradores de alta eficiencia y sistemas de iluminación solar. Los sistemas fotovoltaicos solares conectados a la red han crecido significativamente en los últimos años, y alcanzaron más de 1.8 GW de capacidad instalada acumulada a finales de 2014. 

## Potencial solar
Canadá cuenta con abundantes recursos de energía solar gracias a su gran área, y los recursos más extensos se encuentran en el sur de Saskatchewan, Alberta, Manitoba y Ontario . Sin embargo, el país tiene un nivel relativamente bajo de irradiación solar debido a su alta latitud. Esto, combinado con la cobertura de nubes, da como resultado un factor de capacidad bajo del 6%, en comparación con un factor de capacidad del 15% en los Estados Unidos. Los territorios del norte tienen un potencial solar más pequeño y menos luz solar directa, debido a su latitud aún mayor. La Junta Nacional de Energía predice que la electricidad solar crecerá a 1.2% del total de las naciones para 2040.

## Por región
Con la introducción de una tarifa de alimentación (FIT) en 2009, Ontario se convirtió en un líder mundial para proyectos de energía solar. El programa fue el primero de su tipo en América del Norte. Gracias al programa FIT, en Ontario se instaló la que fue por un tiempo la mayor granja solar del mundo (en octubre de 2010), hasta que fue superada por granjas más grandes en China e India. Ubicada en Sarnia, Ontario, la planta fotovoltaica de 97 megavatios Sarnia puede abastecer a más de 12.000 hogares. Ontario tiene varias otras plantas de energía fotovoltaica grandes, aparte de la planta de Sarnia. La estación de generación solar Arnprior de 23,4 MW se construyó en 2009 y se espera que se amplíe a 80 MW. Una granja solar de 68 megavatios se encuentra en Sault Ste. Marie, y una granja solar de 100 megavatios está prevista para Kingston, Ontario .
Las tecnologías de almacenamiento y energía térmica solar concentrada más recientes se excluyeron del FIT. La razón ofrecida fue que las tecnologías no están probadas en el clima de Ontario.     
El programa FIT está destinado a instalaciones de más de 10 años.   kW, mientras que el programa microFIT es para fomentar el desarrollo de proyectos de micro energías renovables, como las instalaciones residenciales de energía solar fotovoltaica (PV). El programa microFIT proporciona una tarifa de $ 0.802 / kWh para paneles solares montados en el techo. El 2 de julio de 2010, la tarifa del programa de microFIT (solo para sistemas montados en tierra) se redujo a $ 0.642 / kWh por la Autoridad de Energía de Ontario (OPA). Esta nueva tasa significa que los consumidores que invierten en energía solar a través del Programa microFIT de Ontario experimentarán una caída en el margen de ganancia de un rango de 25% a 10%. El 5 de abril de 2012, la tarifa se redujo a $ 0.549 / kWh. El objetivo para 2012 es instalar 50 MW. Al 7 de agosto de 2012, se habían presentado 9,764 solicitudes para el FIT, totalizando 8,504 MW. Se han presentado 1.757 solicitudes para el programa microFIT, con un total de 16 MW. Ontario planea terminar con la generación de carbón para el 2014.
Se espera que Ontario alcance 2.650 MW de energía solar fotovoltaica para 2015. A diciembre de 2016, las instalaciones de energía solar de Ontario tienen la capacidad de generar 1,947 MW. Se espera que estas instalaciones produzcan un promedio de 280 MW por mes para la provincia, el 1% de las necesidades energéticas de la provincia.

## Estadística
| Año  | Σ instalado (MWp) | Δ instalado (MWp) | Generación (GWh) |
| ---- | ----------------- | ----------------- | ---------------- |
| 1992 | 0.96              |                   |                  |
| 1993 | 1.23              | 0.2               |                  |
| 1994 | 1.51              | 0.3               |                  |
| 1995 | 1.86              | 0.4               |                  |
| 1996 | 2.56              | 0.7               |                  |
| 1997 | 3,38              | 0.8               |                  |
| 1998 | 4.47              | 1.1               |                  |
| 1999 | 5.83              | 1.3               |                  |
| 2000 | 7.15              | 1.4               |                  |
| 2001 | 8.83              | 1.6               |                  |
| 2002 | 10.00             | 1.2               |                  |
| 2003 | 11.83             | 1.8               |                  |
| 2004 | 13.88             | 2.1               |                  |
| 2005 | 16.75             | 2,85              |                  |
| 2006 | 20.48             | 3.75              |                  |
| 2007 | 25.77             | 5.3               |                  |
| 2008 | 32.72             | 6.9               |                  |
| 2009 | 94.57             | 61.87             |                  |
| 2010 | 281.13            | 186.43            |                  |
| 2011 | 558.29            | 297               | 400              |
| 2012 | 765.97            | 268               |                  |
| 2013 | 1,210.48          | 444.51            |                  |
| 2014 | 1,843.08          | 632.60            |                  |
| 2015 | 2,240             | 397               |                  |